# Zaviralec fosfodiesteraze tipa 5
Zaviralci fosfodiesteraze tipa 5 (zaviralci PDE5) so skupina učinkovin, ki zavirajo za cGMP specifično fosfodiesterazo tipa 5.
Gre za učinkovine prvega izbora za simptomatsko zdravljenje erektilne disfunkcije, tudi pri bolnikih z drugimi pridruženimi boleznimi. Po učinkovitosti se med seboj bistveno
ne razlikujejo. Razlike pa so v njihovih farmakokinetičnih lastnostih ter posledično v času nastopa in trajanja terapevtskih učinkov.Večina se jih aplicira pred načrtovano spolno aktivnostjo, tadalafil v odmerkih 5 mg pa kontinuirano, da pride do vzpostavitve ravnotežne koncentracije v plazmi, ki ima terapevtski učinek. Erekcijo spodbudijo le, če predhodno pride do spolne stimulacije.
Sildenafil v odmerku 20 mg trikrat na dan in tadalafil v odmerku 40 mg enkrat na dan se uporabljata tudi za zdravljenje pljučne arterijske hipertenzije.

## Predstavniki
Prvi specifični zaviralec PDE5 na tržišču je bil sildenafil, sledili so vardenafil, tadalafil, avanafil, mirodenafil, udenafil (slednja dva v Sloveniji nista na tržišču).

## Mehanizem delovanja
Ob spolnem vzburjenju se iz živčnih končičev v kavernoznem telesu penisa sprošča dušikov oksid (NO), ki v gladkomišičnih celicah žilja v penisu spodbudi tvorbo cikličnega gvanozinmonofosfata (cGMP). Fosfodiesteraza tipa 5 razgradi cGMP in tako zavira erekcijo; zaviranje tega encima zato pripomore k ohranjanju otrdelosti spolnega uda.
Fosfodiesteraza se nahaja tudi v gladkih mišicah pljučnega žilja, in sicer je to poglavitna fosfodiesteraza v pljučnem žilju. Pljučna arterijska hipertenzija je povezana z okvarjenim sproščanjem dušikovega oksida iz žilnega endotelija, kar vodi do zmanjšanja koncentracije cGMP v gladkih mišičnih celicah pljučnega žilja.  Zaviranje PDE5 (s sildenafilom ali tadalafilom) zviša koncentracijo cGMP, kar povzroči sproščanje gladkih mišičnih celicah pljučnega ožilja in vazodilatacijo v povirju pljučnih žil.

## Neželeni učinki
Večina neželenih učinkov zaviralcev PDE5 je posledica generalizirane vazodilatacije (hipotenzija oziroma znižan krvni tlak, obrazna in očesna hiperemija, rdečica, glavobol, nosna kongestija). Možne so tudi bolečine v križu in dispepsija (nelagodje v želodcu po jedi). Občasno prihaja do motenj vida, verjetno kot posledica nespecifičnega zaviranja fosfodiesteraze tipa 6 v mrežnici.